# 马基亚-迪塞尔尼亚
马基亚-迪塞尔尼亚（義大利語：Macchia d'Isernia），是意大利伊塞尔尼亚省的一个市镇。总面积17平方公里，人口986人，人口密度58.0人/平方公里（2009年）。ISTAT代码为094025。